# Plectranthus glabratus
Espèce
Plectranthus glabratus, appelé aussi Germaine faux-coleus, est une espèce de plantes à fleurs de la famille des Lamiaceae. C'est une plante herbacée originaire du sud-ouest de l'Inde. C'est un coléus.

## Description
Plectranthus glabratus est une vivace.
Les feuilles persistantes sont tendres et pubescentes.
Elle donne des fleurs violettes.
Le feuillage est aromatique lorsqu'on le froisse. Cette odeur repousse les cerfs et les moustiques[réf. nécessaire].

### Variétés
La variété la plus répandue est celle à feuilles panachées vert et blanc dentelées (variegatus).

## Culture
La plante apprécie une exposition en plein soleil et ne supporte pas le gel (Zone USDA: 9-11). En cas d'hiver froid, la partie aérienne disparait en hiver puis repart de souche au printemps. Cultivée en pot, la plante peut passer l'hiver en intérieur dans une zone très lumineuse et en réduisant l'arrosage.
Il se multiplie facilement par bouturage de tête de 15 à 20 centimètres de long quelle que soit la saison[réf. nécessaire]. Attention: la sève des boutures peut tacher[réf. nécessaire].
Les tiges des plectranthus peuvent atteindre de 45 à 60 cm[réf. nécessaire] si on les laisse pousser librement mais il est recommandé de les maintenir plus courtes en les pinçant régulièrement, de manière à conserver un port bien compact. Cela évite également que la plante ne se dénude trop vite à sa base. Cette plante pousse vigoureusement.

## Utilisation
Ornementale. Panier suspendu en raison de ses longs rameaux tombants ou plante de couvert. Cette variété se marie bien avec les géraniums-lierre, les pétunias, héliotropes, les anthémis, bégonias et les coleus.

## Classification
Cette espèce a été décrite pour la première fois par le botaniste britannique George Bentham (1800-1884). 

### Synonymes
Selon Kew Garden World Checklist :
- Coleus glabratus Benth. (synonyme homotypique)
- Coleus paniculatus Benth.
- Coleus wightii Benth.
- Plectranthus coleoides Benth.
- Majana paniculata (Benth.) Kuntze
- Plectranthus bernardii Doan
- Solenostemon paniculatus (Benth.) Guillaumet & A.Cornet